# 저곡
저곡(沮鵠, ? ~ ?)은 중국 후한 말의 무장으로, 기주(冀州) 광평군(廣平郡) 사람이다.

## 생애
원상(袁尙)을 섬겼다.
건안(建安) 9년(204년), 원상은 원담(袁譚)을 공격하고자 심배(審配)를 업(鄴)에 남겨두고, 저곡에게는 한단(邯鄲)을 수비하도록 하고 떠났다. 곧 조조(曹操)가 업을 침공하였으나, 함락시키기가 쉽지 않았기 때문에 주변 지역을 먼저 점령하기 시작하였다.
같은 해 여름, 조조는 한단을 공격하였고 저곡은 조조와의 싸움에서 패하여 한단을 빼앗겼다.

## 《삼국지연의》 속 저곡
조조군이 공격해 오자 저곡은 장료(張遼)와 일대일로 싸웠으나 얼마 버티지 못하고 말을 돌려 달아났다. 그러나 뒤쫓아오던 장료가 쏜 화살에 맞아 전사하였다.

## 가계

### 관련 인물
저수　저종